# Léo Duarte
Leonardo Campos Duarte da Silva (Mococa, 1996. július 17. –) brazil labdarúgó, a török İstanbul Başakşehir csapatában szerepel.

## Pályafutása

### Klubcsapatokban
Fiatalon a Desportivo Brasil és a Flamengo ifjúsági csapataiban nevelkedett. 2016-ban a Flamengo korosztályos csapatával megnyerték a Copa São Paulo de Júniorest, ami Brazília egyik legrangosabb utánpótlás versenye. Ezt követően került fel a klub első csapatához, többek közt Lucas Paquetá, Felipe Vizeu és Ronaldo da Silva Souza társaságában. 2016. március 5-én mutatkozott be tétmérkőzésen a felnőttek között a Bangu csapata elleni Carioca állami bajnokság mérkőzésén. 2018. augusztus 30-án szerezte meg első gólját a Fluminense elleni brazil Série A mérkőzésen. Augusztus 22-én 2022 december végéig hosszabbított a klubbal. Nyolc nappal később a Copa Libertadores sorozatban a Cruzeiro EC ellen volt eredményes.
2019. augusztus 7-én ötéves szerződést írt alá az olasz AC Milan csapatával, ahol a klub 36. brazil labdarúgója lett.  Szeptember 29-én debütált a Fiorentina elleni 3–1-es bajnoki vereségben. 2020. szeptember 23-án pozitív koronavírus-tesztet produkált. 2021. január 11-én a török İstanbul Başakşehirhez csatlakozott kölcsönben 2022. június 30-ig, amely vételi lehetőséget is tartalmazott.
2022. július 8-án bejelentették Duarte végleges megvételét és 4 éves szerződtetését.

## Statisztika

### Klubcsapatokban
2022. október 16-án frissítve.
| Klub             | Szezon           | Bajnokság        | Bajnokság | Bajnokság | Kupa  | Kupa  | Nemzetközi | Nemzetközi | Egyéb | Egyéb | Összesen | Összesen |
| Klub             | Szezon           | Bajnokság        | Mérk.     | Gólok     | Mérk. | Gólok | Mérk.      | Gólok      | Mérk. | Gólok | Mérk.    | Gólok    |
| ---------------- | ---------------- | ---------------- | --------- | --------- | ----- | ----- | ---------- | ---------- | ----- | ----- | -------- | -------- |
| Flamengo         | 2016             | Série A          | 7         | 0         | 1     | 0     | -          | -          | 1     | 0     | 9        | 0        |
| Flamengo         | 2017             | Série A          | 2         | 0         | 0     | 0     | 0          | 0          | 4     | 0     | 6        | 0        |
| Flamengo         | 2018             | Série A          | 33        | 1         | 6     | 0     | 4          | 1          | 6     | 0     | 49       | 2        |
| Flamengo         | 2019             | Série A          | 7         | 0         | 4     | 0     | 7          | 0          | 10    | 0     | 28       | 0        |
| Flamengo         | Összesen         | Összesen         | 49        | 1         | 11    | 0     | 11         | 1          | 21    | 0     | 92       | 2        |
| AC Milan         | 2019–20          | Serie A          | 6         | 0         | 0     | 0     | –          | –          | –     | –     | 6        | 0        |
| AC Milan         | 2020–21          | Serie A          | 1         | 0         | 0     | 0     | 2          | 0          | –     | –     | 3        | 0        |
| AC Milan         | Összesen         | Összesen         | 7         | 0         | 0     | 0     | 2          | 0          | 0     | 0     | 9        | 0        |
| İstanbul BB      | 2020–21          | Süper Lig        | 17        | 0         | 3     | 0     | –          | –          | 1     | 0     | 21       | 0        |
| İstanbul BB      | 2021–22          | Süper Lig        | 33        | 0         | 0     | 0     | –          | –          | –     | –     | 33       | 0        |
| İstanbul BB      | 2022–23          | Süper Lig        | 6         | 0         | 0     | 0     | 6          | 0          | –     | –     | 12       | 0        |
| İstanbul BB      | Összesen         | Összesen         | 56        | 0         | 3     | 0     | 6          | 0          | 1     | 0     | 66       | 0        |
| Karrier összesen | Karrier összesen | Karrier összesen | 112       | 1         | 14    | 0     | 19         | 1          | 22    | 0     | 167      | 2        |

1. ↑  Copa Libertadores
2. ↑  Carioca állami bajnokság, a Primeira Liga (Brazília)

## Sikerei, díjai

### Klubcsapatokban
Flamengo
- Carioca állami bajnokság: 2017, 2019